# Rioni de Rome
Pour les articles homonymes, voir Rioni (homonymie).
 (juillet 2024).
Si vous disposez d'ouvrages ou d'articles de référence ou si vous connaissez des sites web de qualité traitant du thème abordé ici, merci de compléter l'article en donnant les références utiles à sa vérifiabilité et en les liant à la section « Notes et références ».

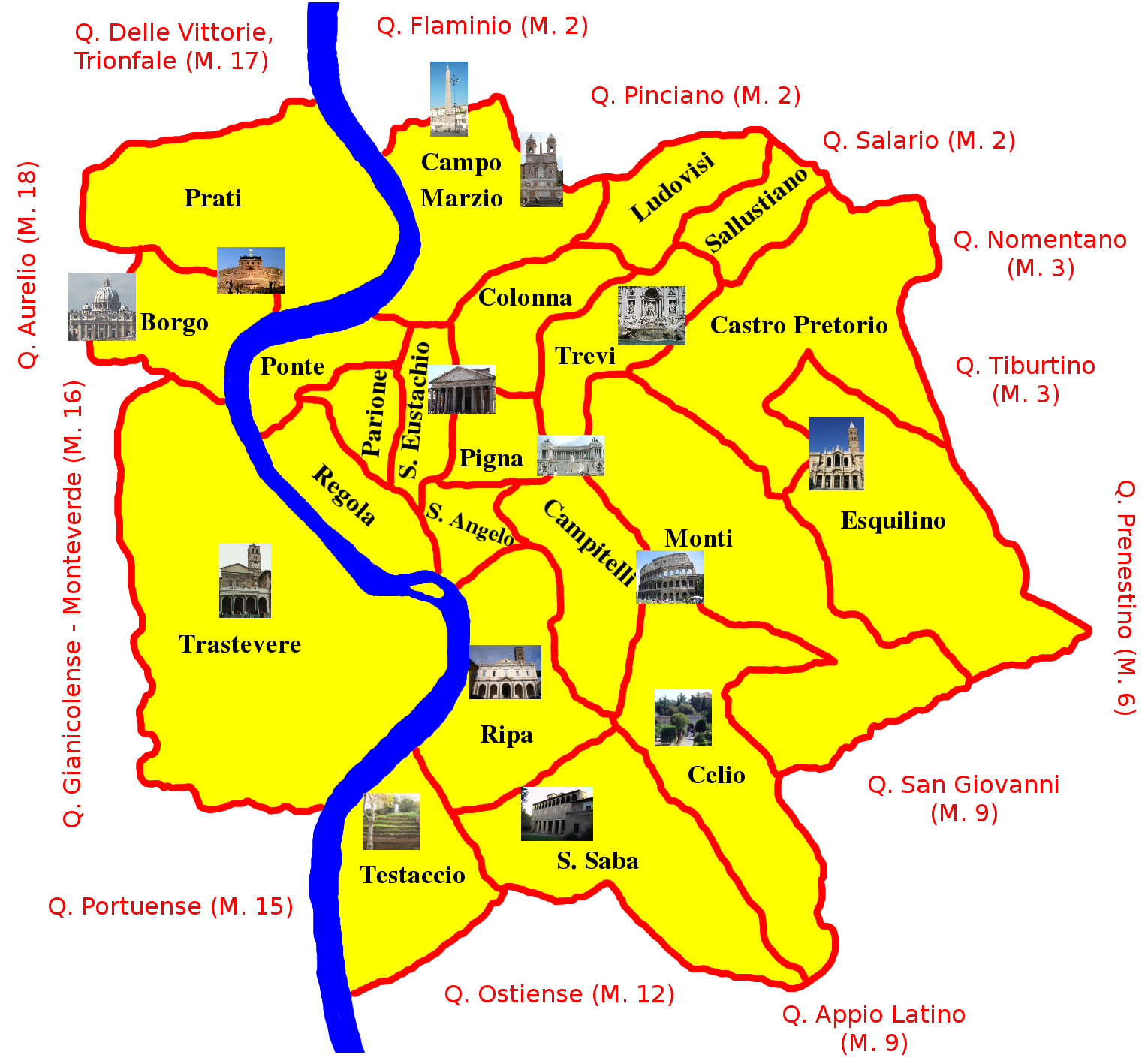
Plan du centre historique de Rome, ses rioni et les quartiers limitrophes.

Les rioni de Rome sont les quartiers du centre historique de la ville.
Les subdivisions ont varié plusieurs fois au cours des siècles.
Le terme rione, prononcé [riˈoːne], a pour pluriel, en italien, rioni [riˈoːni]. Il dérive du mot latin regio ("région"). Il est utilisé depuis le Moyen Âge dans ce sens. Le terme est aussi employé pour désigner des quartiers d'autres villes italiennes (par exemple le Rione Sanità de Naples).

## Rome antique
La notion de rioni apparaît au Moyen Âge, elle dérive des divisions de la Rome antique en regiones. 
La 1re subdivision urbaine a été établie au VIe siècle av. J.-C. par Servius Tullius, instituant quatre regiones à l'intérieur du Pomœrium :
1. Suburana (Cælius)
2. Esquilina (Esquilin)
3. Collina (Quirinal et Viminal)
4. Palatina (Mont Palatin et Velia)

Le Capitole, probablement pour son caractère défensif et son pôle religieux, et l'Aventin, encore situé à l'extérieur du Pomœrium, sont absents de cette division.
Sous Auguste, une nouvelle subdivision, qui comprend le territoire citadin élargi au-delà des frontières du Mur servien, est créée ; elle comprend quatorze regiones, toutes situées, à l'exception du Transtiberim (l'actuel Trastevere), sur la rive gauche du Tibre :
Après la chute de l'Empire romain et le déclin de Rome comme centre culturel, la population diminue et la subdivision administrative se perd.
Au cours du XIIe siècle une subdivision en douze rioni, non décrétée par le pouvoir politique, est utilisée par les Romains. Même si les rioni se distinguent alors des précédents, le même nom est utilisé : regio en latin et rione en langage populaire.

## LesrioniauMoyen Âge
Les limites des rioni sont devenues définitives et officielles au XIIIe siècle : leur nombre est désormais de treize, avec l'adjonction de celui de Trastevere. Durant cette période les limites ne sont cependant pas clairement définies : souvent, les habitations étant concentrées dans le centre d'un rione déterminé et les zones périphériques pratiquement désertes, il n'est pas nécessaire qu'une délimitation soit établie.

## Lesrionià l'époque moderne
Avec la Renaissance, un travail intense d'aménagement et de réorganisation de la ville est entrepris. Les zones pratiquement désertes sont alors urbanisées, de nouvelles routes, des fontaines sont construites et il devient impératif de fixer clairement les limites de chaque rione.
En 1586, Sixte V ajoute Borgo comme 14e rione dans la zone de San Pietro, créant ainsi une situation équilibrée qui, grâce également à une croissance démographique limitée, est restée identique jusqu'au XIXe siècle.
En 1798, pendant l'occupation française de la ville, une rationalisation de la subdivision traditionnelle est entreprise, avec la création de douze rioni (entre parenthèses est indiquée la correspondance actuelle) :
1. Terme (partie de Monti)
2. Suburra (partie de Monti)
3. Quirinale (Trevi)
4. Pincio (Colonna)
5. Marte (Campo Marzio)
6. Bruto (Ponte)
7. Pompeo (Regola et Parione)
8. Flaminio (Sant'Eustachio)
9. Pantheon (Pigna et Sant'Angelo)
10. Campidoglio (Campitelli et Ripa)
11. Gianicolo (Trastevere)
12. Vaticano (Borgo)

Peu de temps après, la Rome napoléonienne est à nouveau subdivisée en huit rioni, officiellement dénommés Giustizie (Justice en italien) :
1. Monti
2. Trevi
3. Colonna et Campo Marzio
4. Ponte et Borgo
5. Parione et Regola
6. Sant'Eustachio et Pigna
7. Campitelli, Sant'Angelo et Ripa;
8. Trastevere

De cette manière, les quartiers les plus petits sont annexés aux plus grands. Un point positif de la réorganisation a été l'obligation faite par les Français d'inscrire pour chaque rue et son nom et celui de son rione d'appartenance ; ainsi et pour la première fois, il n'y avait plus aucune ambiguïté quant aux limites des rioni.

## Lesrioniaprès l'Unité italienne
La période suivant le départ des Français est relativement stable, sans nouveauté significative dans l'organisation de la ville jusqu'à l'émergence de Rome comme capitale de l'Italie.
L'afflux continu d'immigrants venu du reste de l'Italie et le besoin de nouveaux bâtiments nécessaires au rôle de capitale provoquent une urbanisation intense et une augmentation de la population, tant à l'intérieur qu'à l'extérieur du mur d'Aurélien. En 1874, les rioni sont désormais au nombre de quinze avec l'adjonction de l'Esquilino, issu du rione Monti. Le début du XXe siècle voit se subdiviser les rioni existants et la naissance des premiers quartiers hors du mur d'Aurélien. 
Avec la croissance de la ville, le nombre de rioni augmente progressivement pour arriver aux vingt-deux actuels dans les années 1920, vingt d'entre eux étant actuellement inclus dans le Municipio I.
Prati est l'ultime rione créé le 20 août 1921. Il est, avec Borgo, le seul à se trouver à l'extérieur du mur d'Aurélien (ils font tous les deux partie du Municipio XVII). La liste complète des rioni, classée selon leur numéro d'ordre, est la suivante :
| N°  | Nom du rione | N°   | Nom du rione | N°    | Nom du rione    | N°  | Nom du rione | N° | Nom du rione |
| I   | Monti        | II   | Trevi        | III   | Colonna         | IV  | Campo Marzio | V  | Ponte        |
| VI  | Parione      | VII  | Regola       | VIII  | Sant'Eustachio  | IX  | Pigna        | X  | Campitelli   |
| XI  | Sant'Angelo  | XII  | Ripa         | XIII  | Trastevere      | XIV | Borgo        | XV | Esquilino    |
| XVI | Ludovisi     | XVII | Sallustiano  | XVIII | Castro Pretorio | XIX | Celio        | XX | Testaccio    |
| XXI | San Saba     | XXII | Prati        |       |                 |     |              |    |              |

## Sceaux des 22rioniactuels

I Monti
II Trevi
III Colonna
IV Campo Marzio
V Ponte
VI Parione
VII Regola
VIII Sant'Eustachio
IX Pigna
X Campitelli
XI Sant'Angelo
XII Ripa
XIII Trastevere
XIV Borgo
XV Esquilino
XVI Ludovisi
XVII Sallustiano
XVIII Castro Pretorio
XIX Celio
XX Testaccio
XXI San Saba
XXII Prati

## Source et références
- (it) Cet article est partiellement ou en totalité issu de l’article de Wikipédia en italien intitulé « Rioni di Roma » (voir la liste des auteurs).